# The Power to Believe
The Power to Believe är ett musikalbum av King Crimson, utgivet i mars 2003 på Sanctuary Records. Som vanligt domineras ljudet av gitarristen Robert Fripps ljudmattor.

## Låtlista
Samtliga låtar skrivna av Adrian Belew, Robert Fripp, Trey Gunn och Pat Mastelotto.
1. "The Power to Believe I: A Cappella" - 0:44
2. "Level Five" - 7:17
3. "Eyes Wide Open" - 4:08
4. "Elektrik" - 7:59
5. "Facts of Life (intro)" - 1:38
6. "Facts of Life" - 5:05
7. "The Power to Believe II" - 7:43
8. "Dangerous Curves" - 6:42
9. "Happy With What You Have to Be Happy With" - 3:17
10. "The Power to Believe III" - 4:09
11. "The Power to Believe IV: Coda" - 2:29

## Medverkande
- Robert Fripp - gitarr
- Adrian Belew - gitarr, sång
- Trey Gunn – Warr guitar
- Pat Mastelotto – trummor